# August Sorsa
Pour les articles homonymes, voir Sorsa.
August Sorsa (né au XVIIIe siècle à Mikkeli) est un bâtisseur d’églises finlandais.

## Églises
- 1753 Ancienne église de Pieksämäki[1]
- 1753 Église de Sulkava[2]
- 1754 Église paroissiale de Mikkeli ,
- 1755 Église paroissiale d'Heinola ,
- 1756 Église d'Anjala
- 1765 Église de Kangasniemi  (clocher)